# Triccianus
Ælius Decius Triccianus, né à une date inconnue en Pannonie inférieure et mort en 218 ou 219 dans la même région, est un usurpateur romain au début du règne d'Héliogabale. Portier devenu commandant de la IIe légion Parthica, il participe à l'assassinat de Caracalla (217) pour installer Macrin, qui le récompense du poste de gouverneur de Pannonie inférieure. Après le décès de celui-ci, Triccianus continue sa révolte contre Héliogabale, qui le fait exécuter et le condamne à la damnatio memoriae.

## Biographie

### Gouverneur de Pannonie inférieure
Avant d'être nommé gouverneur de Pannonie inférieure en 217, Dion Cassius affirme que Triccianus est portier de son prédécesseur à cette charge. Malgré la damnatio memoriae dont Triccianus est victime après sa mort, on connaît plusieurs bornes routières qui portent son nom en Pannonie inférieure. Durant son gouvernorat, il établit des liens avec les familles de vétérans installés dans la région, dont il est originaire.

### Carrière militaire
Triccianus commande la IIe légion Parthica, installé à Albano, ville située à plusieurs kilomètres de Rome. La légion est composée de soldats dévoués à Septime Sévère, qui meurt en 211. Mais Triccianus se trouve parmi ceux qui complotent contre son fils Caracalla. Remplacé par Macrin en 217, Triccianus est nommé gouverneur de Pannonie. La nomination d'un homo novus à une province aussi stratégique bouscule les sénateurs romains. Ils finissent par l'accepter, mais la nomination d'autres hommes de condition modeste provoque le mécontentement de l'aristocratie. Au début de l'année 218, la rumeur qu'Héliogabale, cousin éloigné de Caracalla, est en vérité le jeune fils de ce dernier se répand, ainsi que celle de sa tentative de prendre le pouvoir contre Macrin. Triccianus lui reste fidèle mais meurt au combat contre les troupes d'Héliogabale. 